# Riyad Mahrez
Riyad Karim Mahrez - em árabe, رياض كريم محرز (Sarcelles, 21 de fevereiro de 1991) é um futebolista argelino nascido na França que atua como atacante. Atualmente, joga pelo Al-Ahli, da Arábia Saudita.

## Vida pessoal
Nasceu em Sarcelles, na França, filho de pai argelino e mãe argelina-marroquina. Na juventude, costumeiramente passava suas férias na Argélia.
Seu pai jogou futebol na Argélia. Quando seu pai faleceu de ataque cardíaco, aos quinze anos, Mahrez refletiu que não sabia se a morte havia o feito tomar as circunstâncias mais a sério, mas a vida lhe mostrara que tudo dependeria mais de si próprio para almejar e alcançar seus objetivos, sempre buscando por mais.

## Carreira

### Início da carreira
Apesar de ser franzino, suas habilidades com a bola sempre chamaram atenção. Juntou-se ao AAS Saircelles em 2004.
Em 2009, jogou o campeonato amador francês pelo Quimper, com 22 aparições e 2 gols marcados.
Foi transferido para o Le Havre em 2010, recusando ofertas do Paris Saint-Germain e do Olympique de Marselha. Inicialmente, jogou pelo time reserva do clube, o Le Havre II, antes de ter a oportunidade de jogar 60 vezes e marcar seis gols pelo time principal em 2011 na Ligue 2. Ao deixar o clube em janeiro de 2014, criticou o fato dos clubes se preocuparem mais com as defesas e ao manter os placares zerados a cada partida do que um estilo mais fluído.

### Leicester

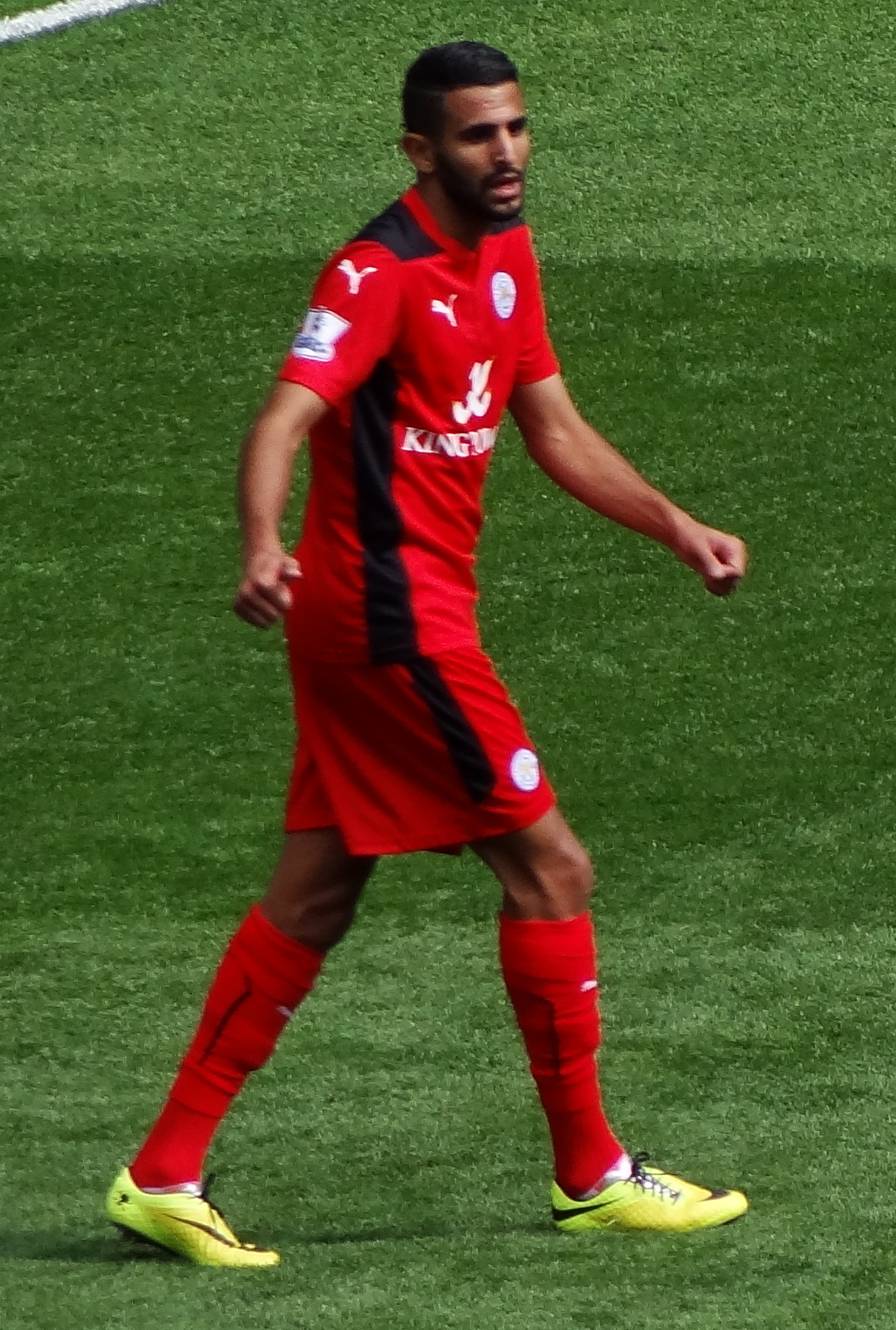
Mahrez jogando pelo
Leicester em 2014

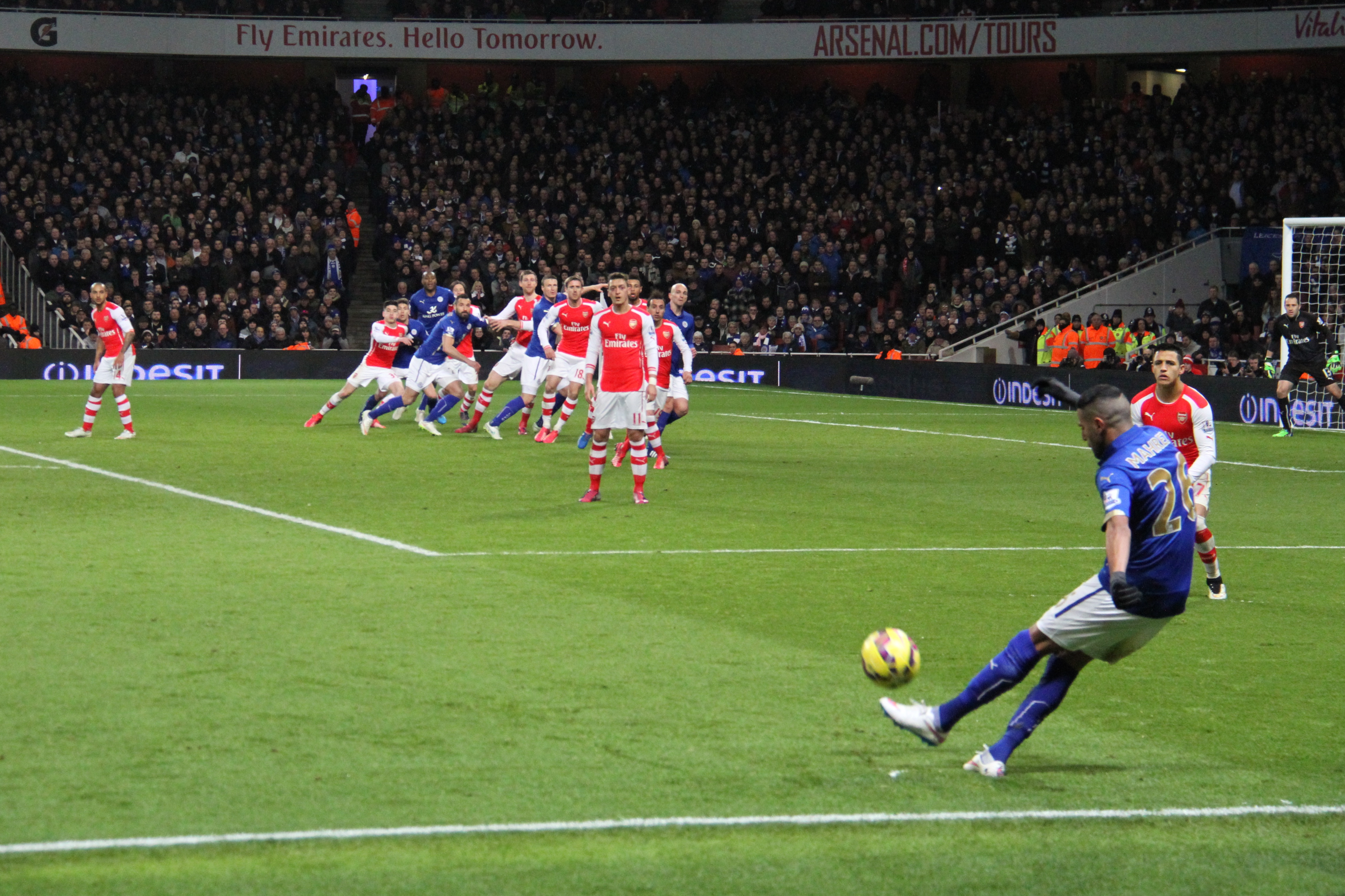
Mahrez cobrando uma falta contra o em fevereiro de 2015

#### 2013–14
O olheiro Steve Walsh impressionou-se com Mahrez e o escolheu ao invés de Ryan Mendes. A princípio, o argelino achou que se tratava de um time de rugby, pois nunca ouvira sobre ele. Até que no dia 11 de janeiro de 2014, assinou um contrato de três anos e meio com o Leicester. Sua família e amigos se preocupavam com o fato do futebol inglês ser mais físico do que propriamente tático, crendo que seu estilo de jogo seria mais adequado ao campeonato espanhol.
Mahrez estreou no dia 25 de janeiro, entrando aos 79 minutos da partida na vitória de 2 a 0 sobre o Middlesbrough. Após quatro partidas, incluindo um gol marcado contra Nottingham Forest, Nigel Pearson dissera que o jogador estava preparado para começar como titular na equipe. As Raposas retornaram então à Premier League após dez temporadas.

#### 2014–15
Mahrez marcou seu primeiro gol na temporada em 4 de outubro no empate em 2 a 2 com o Burnley. Ele foi importante na corrida contra o rebaixamento de seu clube, ao marcar os dois gols na vitória contra o Southampton. Terminou a temporada com quatro gols e três assistências em 30 aparições.

#### 2015–16
O jogador assinou então um contrato de quatro anos com o Leicester em agosto de 2015. No dia 8 de agosto, marcou duas vezes na vitória contra o Sunderland por 4 a 2 em casa. Foi descrito pelo capitão Wes Morgan. como sendo o grande nome do time naquele ínterim ao marcar quatro vezes em três partidas.
No dia 3 de novembro, ele já havia acumulado sete gols em dez jogos. Marcou três vezes contra o Swansea fora de casa no dia 5 de dezembro, tornando-o o primeiro argelino a conseguir um hat-trick na Premier League. O jogador foi considerado como inestimável por Claudio Ranieri, assim como Jamie Vardy. A atuação dele e de seus companheiros meio-campistas foram elogiadas pelos jornalistas ingleses.
Em janeiro de 2016, seu valor de mercado saltou de £4.5 milhões para £30 milhões, colocando-o como um dos 50 mais valiosos no continente europeu. A popularidade de Mahrez cresceu três vezes mais em seu país do que no Reino Unido pelo Facebook. A barbearia que ele frequentava em Sarceilles na sua infância tornou-se ponto de destino para seus fãs, os quais desejavam o mesmo corte.
Foi um dos escolhidos para o time da temporada em abril de 2016 e eleito o jogador da temporada pelos outros jogadores da liga. Terminou a temporada na liga com 17 gols, sendo 12 destes, marcados fora de casa.

#### 2016–17
O jogador estendeu sua permanência no clube até 2020. Foi nominado em sétimo lugar na disputa da Bola de Ouro. Acabou sendo escolhido em dezembro de 2016 como o futebolista africano do ano pela BBC. Apesar da má fase das Raposas na Premier League, auxiliou o clube com quatro gols e duas assistências na Liga dos Campeões, além de deixar sua marca na liga inglesa com seis gols e quatro assistências.

#### 2017–18
No final da temporada anterior, anunciou que estaria deixando o clube agradecendo o apoio confiado pelos torcedores e clube durante sua estadia, deixando claro que era o momento de seguir sua ambição e que agora seria o momento de partir. Após o anúncio do jogador, até surgiram propostas como a do Arsenal e da Roma, entretanto, rejeitadas em julho de 2017. Em agosto, esclareceu que se manteria comprometido no clube, mesmo que o futuro fosse incerto ou não se concretizasse a transferência.
Com a lesão de Leroy Sané, o Manchester City estava à procura de um ponta-direita para seu lugar. Nisso, o argelino já tinha encaminhado à diretoria do Leicester City seu desejo de sair do clube e aceitar a proposta dos citizens para obtê-lo. Tendo seu desejo negado por causa de acerto de valores entre os clubes, Mahrez faltou a alguns treinos como demonstração de sua insatisfação. Com a janela de transferência encerrada, demorou alguns dias para que voltasse aos treinos e logo na partida de seu retorno, auxiliou o Leicester marcando um gol de falta contra o Bournemouth, salvando-o da derrota. Terminou a temporada marcando 13 gols e com 13 assistências a companheiros, tendo participação importante na partida contra o Tottenham na última rodada.

### Manchester City

#### 2018-22
No dia 10 de julho de 2018, os citizens confirmaram a contratação de Riyad Mahrez por 5 anos, transferindo-se pelo valor de £60 milhões. Estreou no dia 5 de agosto como titular na Supercopa da Inglaterra e foi campeão após o City vencer o Chelsea por 2 a 0, em Wembley. No dia 22 de setembro, entrou aos 15 minutos do segundo tempo contra o Cardiff e marcou dois gols. No dia 29 de outubro, marcou o gol da vitória contra o Tottenham fora de casa, e na ocasião, dedicou seu gol a Vichai Srivaddhanaprabha, dono do clube de sua passagem anterior e que morrera recentemente em um acidente com helicóptero. No dia 24 de fevereiro de 2019, conquistou a Copa da Liga Inglesa e foi escolhido o melhor jogador do torneio mesmo sem jogar a final. Mahrez conquistou sua segunda Premier League e se tornou o segundo jogador africano a conquistar a liga inglesa por dois clubes diferentes após Kolo Touré. No final da temporada ainda viria a conquistar a Copa da Inglaterra ao seu time bater o Watford por 6 a 0 na final, com isso, tornou-se o primeiro futebolista africano a conquistar todas as competições domésticas inglesas numa só temporada.
No dia 28 de novembro de 2020, Mahrez marcou três gols na vitória em casa de 5-0 sobre o Burnley. Em 4 de maio de 2021, ele fez os dois gols da vitória em cima do PSG no segundo jogo das semifinais da Champions League. Ele já havia marcado um gol de falta uma semana antes, no primeiro jogo entre as equipes, culminando na vitória por 2-1 naquela oportunidade.
No dia 6 de março de 2022, fez 2 gols na vitória de 4-1 sobre o Manchester United. Na Champions League marcara 7 gols, incluindo um no jogo de volta da semifinal contra o Real Madrid.

#### 2022-23
Mahrez participou da melhor temporada da história do City, vencendo a Champions League, Premier League e a Copa da Inglaterra. Ele entrou em 47 jogos, participando de 15 gols, 13 assistências (0.59 participações por jogo) além de 3 gols e duas assistências em ligas europeias.
Mahrez encerrou sua passagem pelo Manchester City com 78 gols em 236 jogos pela equipe.

### Al-Ahli
No dia 28 de julho de 2023, foi anunciado como novo reforço do Al-Ahli, da Arábia Saudita.

## Seleção Argelina

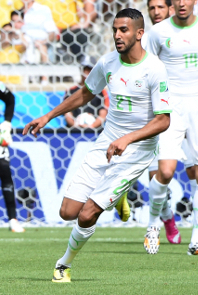
Mahrez jogando pela Argélia contra a Bélgica.

No dia 31 de maio de 2014, estreou pela Seleção Argelina em um amistoso pré-Copa do Mundo contra a Armênia e ficou entre os selecionados para o esquadrão que jogaria a Copa. O argelino acabara jogando apenas contra a Bélgica no torneio, onde sua seleção acabaria eliminada nas oitavas-de-final.
No dia 15 de outubro de 2014 marcou seu primeiro gol pela seleção argelina nas eliminatórias para a Copa Africana das Nações contra o Malawi. Foi importante também nos confrontos contra Senegal ao marcar um gol e ao assistir um companheiro na derrota por 3 a 1 contra a Costa do Marfim pela Copa Africana das Nações de 2015. Na segunda rodada das eliminatórias africanas para a Copa do Mundo, marcou um gol contra a Tanzânia e deu uma assistência para Carl Medjani.
Jogou a Copa Africana das Nações de 2017 e marcou os dois gols do empate em 2 a 2 contra o Zimbábue, sendo considerado o homem da partida.
Em outubro de 2017, com as chances da Seleção Argelina quase zeradas para a próxima Copa do Mundo, Mahrez e seu companheiro de clube, Islam Slimani, acabaram cortados e substituídos por vários jogadores jovens convocados pelo técnico Lucas Alcaraz.
Mahrez foi convocado por Djamel Belmadi e escolhido como capitão dos argelinos para disputar a Copa Africana de Nações em 2019. Nas semifinais, foi importante ao marcar um gol de falta no último minuto contra a Nigéria, fazendo com que ganhassem o jogo por 2 a 1. No dia 19 de julho de 2019, as Raposas do Deserto triunfaram na final sobre Senegal, pelo placar de 1 a 0.
Em jogo válido pelas eliminatórias africanas para a Copa do Mundo de 2022, a Argélia goleou Níger por 6-1. Mahrez marcou um gol em cobrança de falta e o terceiro da equipe também, de pênalti.

## Títulos
Leicester
- EFL Championship: 2013–14
- Premier League: 2015–16

Manchester City
- Supercopa da Inglaterra: 2018
- Copa da Liga Inglesa: 2018–19, 2019–20 e 2020–21
- Premier League: 2018–19, 2020–21, 2021–22 e 2022–23
- Copa da Inglaterra: 2018–19 e 2022–23
- Liga dos Campeões da UEFA: 2022–23[65]

Al-Ahli Saudi
- Liga dos Campeões da AFC: 2024–25

Argélia
- Campeonato Africano das Nações: 2019

### Prêmios individuais
- Futebolista Argelino do Ano: 2015,[66] 2016[67]
- Equipe do Ano PFA da Premier League: 2015–16[68]
- Futebolista Inglês do Ano pela PFA: 2015–16
- 10º melhor jogador do ano de 2016 (The Guardian)[69]
- 7º melhor jogador do ano de 2016 (Marca)[70]
- Futebolista Africano do Ano: 2016
- Troféu Alan Hardaker: 2021

### Líder de assistências
- Liga Profissional Saudita de 2023–24: (13 assistências)